# Between the Sheets
Pour l’article homonyme, voir Between the Sheets (cocktail).
Singles de The Isley Brothers
All in My Lover's Eyes
(1983) Choosey Lover
(1983)
Between the Sheets est une chanson de quiet storm et de funk du groupe américain The Isley Brothers parue sur l'album Between the Sheets (1983).
La chanson est signée par les six membres du groupe (Rudolph Isley, O'Kelly Isley, Jr., Ronald Isley, Ernest Isley, Marvin Isley, Chris Jasper) comme à leur habitude, bien que seuls Marvin et Ernie l'ont écrite. Elle est produite par Ronald Isley et Rudolph Isley.
Le titre a atteint la 3e place de l'Billboard Top R&B Singles en 1983, aidant notamment l'album Between the Sheets à être certifié disque de platine.
La chanson a été échantillonnée par plusieurs artistes, notamment hip-hop et R&B, tels que Andre Nickatina, Common (Breaker 1/9), Da Brat (Funkdafied), The Notorious B.I.G. (Big Poppa), A Tribe Called Quest (Bonita Applebaum), Jim Jones, UGK (Cramping My Style), Drake (A Night Off et Ignorant Shit), Jay-Z (Ignorant Shit), Gwen Stefani (Luxurious), Whitney Houston (One of Those Days) ou encore Lupe Fiasco (Ignorant Shit Freestyle).